# 25D-NBOMe
25D-NBOMe (NBOMe-2C-D) - производное от 2C-D. Он действует аналогично родственным соединениям, таким как 25I-NBOMe, который является мощным агонистом рецептора 5HT2A. 25D-NBOMe продаётся как уличный наркотик с 2010 года и производит эффекты аналогичные родственным соединениям, таким как 25I-NBOMe и 25C-NBOMe. Вещество было временно запрещенно и внесено в список A в Великобритании 10 июня 2013 года после опасений относительно его рекреационного использования.

## Правовой статус

### США
25D-NBOMe не запрещен на федеральном и государственном уровнях, хотя, возможно, может противоречить Федеральному закону об аналогах при определённых обстоятельствах, учитывая его структурное и функциональное сходство с 2C-D, контролируемым веществом на территории США.

### Китай
По состоянию на октябрь 2015 года 25D-NBOMe является контролируемым веществом в Китае.